# Conceição da Feira
Conceição da Feira là một đô thị thuộc bang Bahia, Brasil. Đô thị này có diện tích 159,776 km², dân số năm 2007 là 19063 người, mật độ 119,31 người/km².